# 아항성 천체
아항성 천체(영어:Substellar)는 천문학에서 항성 핵 합성을 하는데 필요한 최소 질량보다도 작은 천체를 가르킨다. 아항성체로 불리기도 한다.

## 특징
아항성 천체는 질량이 수소 핵융합을 지속할 수 있는 가장 작은 질량(약 0.08 태양질량)보다 작은 천체이다. 이러한 정의는 갈색 왜성과 에리다누스자리 EF와 비슷한 이전 항성들을 모두 포함하며 이들의 형성 메커니즘과 주성과의 연관 여부에 관계없이 행성 질량을 가진 물체도 함께 포함할 수 있다. 태양과 유사한 조성을 가지고 있고 적어도 목성의 질량(약−3 10 태양질량)을 가지고 있다고 가정하면 그 반지름은 목성의 질량(갈색왜성은 목성의 75질량 미만)에 관계없이 목성의 반지름(약 0.1 태양 반지름)과 유사할 것이다. 질량의 최고 범위(수소 연소 한계 바로 아래를 가르킨다.)에서 그러한 아항성 천체 물체의 중심은 밀도가 ≈10 g/cm로 상당히 퇴화되어 있지만 이러한 퇴화는 질량이 감소함에 따라 목성의 질량에서 아항성 천체 물체의 중심 밀도가 10 g/cm 미만이 될 때까지 감소하기 때문이다. 밀도의 감소는 질량의 감소와 균형을 유지하여 반지름을 거의 일정하게 유지한다. 갈색 왜성과 같은 별들은 수소와 헬륨을 융합할만큼 충분한 질량을 가지고 있지 않기 때문에 별들의 수명을 제한하는 일반적인 항성 진화를 겪지 않는다. 수소 핵융합 한계 바로 아래의 질량을 가진 아항성 천체 물체는 중심에서 일시적으로 수소 핵융합을 점화시킬 수 있다. 비록 이것이 약간의 에너지를 제공할 것이지만 그것은 그 물체의 계속되는 중력 수축을 극복하기에는 충분하지 않을 것이다. 마찬가지로 질량이 대략 0.013 태양 질량 이상인 물체는 당분간 중수소를 융합할 수 있지만 이러한 에너지의 원천은 대략 10년에서 610년(1~1억년)안에 고갈될 것이다. 이러한 근원을 제외하고 고립된 아항성 천체 물체의 복사는 중력 퍼텐셜 에너지의 방출에서만 발생하며 이는 물체가 점차 냉각되고 수축하게 만든다. 별 주위를 도는 궤도에 있는 아항성 천체 물체는 별에 의해 따뜻하게 유지됨에 따라서 더 천천히 줄어들 것이고 별에서 받은 에너지만큼의 에너지를 방출하는 평형 상태로 진화할 것이다. 아항성 천체 물체는 대기 중에 수증기를 가지고 있을 만큼 충분히 시원하다. 적외선 분광기는 별 주위의 궤도에 있지 않더라도 가스 거인 크기의 항성 천체에서 물의 독특한 색을 감지할 수 있다. 1918년에 윌리엄 던컨 맥밀런은 밀도와 위상 상태에 따라 세 가지로 분류할 것을 제안했다. 고체 상태인 물체에는 지구, 더 작은 지구형 행성과 달, 그리고 천왕성과 해왕성(이후 미니해왕성과 슈퍼지구인 지구형 행성이 고체와 기체 사이의 전이 물체로 포함된다. 토성, 목성 그리고 거대한 목성형 행성들은 완전히 "기체" 상태에 있다. 아항성 천체 물체는 항성 주위를 돌고 있는 외계 행성이나 갈색 왜성과 같은 항성의 동반성일 수도 있다. 목성 질량이 8~23배 정도로 낮은 천체들은 항성 종족이라고 불려왔다. 별 주위를 도는 물체는 종종 목성 질량 13 이하의 행성과 그 위의 갈색 왜성이라고 불린다. 행성-갈색 왜성 경계선에 있는 동반성들은 안드로메다자리 카파 별 주위에 있는 것과 같이 슈퍼목성이라고 불려왔다. 그럼에도 불구하고 목성 질량 8배 정도의 작은 물체들은 갈색 왜성이라고 불려왔다. 쌍성계인 SDSS 1212에는 아항성 천체 동반성이 존재하는 것으로 생각된다. 이는 히파르코스의 측성 자료를 분석함으로써 아항성 천체 동반성들이 확인되었다.

## 같이 보기
- 항성
- 갈색 왜성